# Telmaturgus tumidulus
Telmaturgus tumidulus är en tvåvingeart som först beskrevs av Raddatz 1873.  Telmaturgus tumidulus ingår i släktet Telmaturgus och familjen styltflugor. Arten är reproducerande i Sverige. Inga underarter finns listade i Catalogue of Life.